# لوتوبروک
لوتوبروک (به لاتین: Lutobrok) یک روستا در لهستان است که در گمینا زاتوره واقع شده‌است.